# 3,8-Dimethyl-1,3-dihydro-2H-imidazo(4,5-f)chinoxalin-2-imin
3,8-Dimethyl-1,3-dihydro-2H-imidazo[4,5-f]chinoxalin-2-imin (MeIQx) ist eine chemische Verbindung aus der Gruppe der heteroaromatischen Amine, genauer der Imidazochinoxaline.

## Vorkommen
MeIQx kommt in gebratenem Fleisch und Fisch vor und entsteht durch eine hitzeabhängige Reaktion zwischen Muskelkreatinin und Aminosäuren.

## Gewinnung und Darstellung
MeIQx kann synthetisiert werden, indem 6-Amino-3-methyl-5-nitrochinoxalin methyliert, zum 5-Amino-Derivat reduziert und mit Bromcyan zu MeIQx cyclisiert wird.

## Eigenschaften
MeIQx ist ein gelb-grüner Feststoff, der stabil unter mäßig sauren und alkalischen Bedingungen und in kalten verdünnten wässrigen Lösungen ist, die vor Licht geschützt sind.

## Sicherheitshinweise
MeIQx verursacht in Ratten und Mäusen Kolonkarzinome. Hingegen ist MeIQx in Cynomolgus-Affen nicht kanzerogen, weswegen es anfangs unsicher war, welche Spezies für die Risikoabschätzung beim Menschen herangezogen werden sollte. Tests mit Lebermikrosomen des Menschen zeigten jedoch eine ähnliche Wirkung wie der bei Ratten, so das von kanzerogenen Wirkung beim Menschen ausgegangen werden muss.

## Regulierung
Über den Safe Drinking Water and Toxic Enforcement Act of 1986 besteht in Kalifornien seit 1. Oktober 1994 eine Kennzeichnungspflicht für Produkte, die MeIQx enthalten.

## Externe Links zu erwähnten Verbindungen
1. ↑  Externe Identifikatoren von bzw. Datenbank-Links zu 6-Amino-3-methyl-5-nitrochinoxalin:  CAS-Nr.: 78411-54-8, PubChem: 68385569, ChemSpider: 61897414, Wikidata: Q126908179.